# August Kleinert
August Kleinert (* 12. August 1895 in Canth, Landkreis Neumarkt, Provinz Schlesien; † 30. April 1966 in Misburg) war ein deutscher Politiker (SPD).

## Leben
Nach dem Besuch der Volksschule in Canth absolvierte Kleinert eine Tischlerlehre und arbeitete anschließend bis 1919 in seinem erlernten Beruf. Von 1916 bis 1917 nahm er als Soldat am Ersten Weltkrieg teil. Er schloss sich den Sozialdemokraten an und war von November 1919 bis Dezember 1925 als Parteisekretär für die SPD Kreis Breslau-Land/Neumarkt tätig.
Kleinert war von Dezember 1925 bis Februar 1927 besoldeter Gemeindevorsteher und ab März 1927 besoldeter Amtsvorsteher in Klettendorf. Vom 29. November 1925 bis 1929 war er Mitglied des Provinziallandtages von Niederschlesien. Im Mai 1928 wurde er als Abgeordneter in den Preußischen Landtag gewählt, dem er bis 1932 angehörte. Im Parlament vertrat er den Wahlkreis 7 (Breslau).
Nach der Machtergreifung durch die Nationalsozialisten wurde Kleinert mittels des Gesetzes zur Wiederherstellung des Berufsbeamtentums am 8. März 1933 als Klettendorfer Amtsvorsteher entlassen und für kurze Zeit in Haft genommen.
Kleinert ging nach dem Zweiten Weltkrieg als Heimatvertriebener nach Westdeutschland und ließ sich in Misburg nieder, wo er für die SPD erneut politisch aktiv wurde. Von Dezember 1945 bis Juli 1946 amtierte er als Bürgermeister der Gemeinde Misburg. Im Anschluss war er bis zu seinem Eintritt in den Ruhestand im Juli 1958 Gemeindedirektor.

## Ehrungen
Die Kleinertstraße in Misburg-Nord wurde 1975 nach ihm benannt.